# Леандро Кабрера
Леандро Кабрера (ісп. Leandro Cabrera, нар. 17 червня 1991, Монтевідео) — уругвайський футболіст, захисник іспанського «Еспаньйола». Грав за молодіжну збірну Уругваю.

## Клубна кар'єра
Народився 17 червня 1991 року в місті Монтевідео. Вихованець футбольної школи клубу «Дефенсор Спортінг». Дорослу футбольну кар'єру розпочав 2008 року в основній команді того ж клубу, в якій провів один сезон, взявши участь у 17 матчах чемпіонату. 
2009 року перебрався до Іспанії, ставши гравцем мадридського «Атлетіко». Пробитися до основи «Атлетіко» не зумів і наступного року був відданий в оренду до «Рекреатіво», згодом ще по одному сезону провів в оренді в «Нумансії» та «Еркулесі».
Згодом протягом 2013–2014 років грав за «Реал Мадрид Кастілья», після чого протягом трьох сезонів був основним захисником клубу «Реал Сарагоса».
Сезон 2017/18 провів в Італії, граючи за «Кротоне», після чого повернувся на батьківщину, ставши грвцем «Хетафе».
20 січня 2020 року перейшов за 9 мільйонів євро до «Еспаньйола», з яким уклав контракт на чотири з половиною роки.

## Виступи за збірну
Протягом 2008–2011 років залучався до складу молодіжної збірної Уругваю. На молодіжному рівні зіграв у 13 офіційних матчах, забив 2 голи.

## Титули і досягнення
- Переможець Ліги Європи (1):

«Атлетіко» (Мадрид): 2009/10